# Sofonisba Anguissola
Sofonisba Anguissola (asi 1532, Cremona – 16. listopadu 1625, Palermo) byla italská renesanční malířka narozená do relativně chudého šlechtického rodu. Získala všestranné vzdělání, které zahrnovalo výtvarné umění, a její vyučení u místních malířů vytvořilo precedens pro to, aby byly ženy přijímány jako studentky umění. Jako mladá žena odcestovala do Říma, kde byla představena Michelangelovi, který okamžitě rozpoznal její talent, a do Milána, kde malovala vévodu z Alby. Španělská královna Alžběta z Valois byla vášnivou amatérskou malířkou a v roce 1559 byla Anguissola přijata do Madridu jako její vychovatelka v hodnosti dvorní dámy. Později se stala oficiální dvorní malířkou krále Filipa II. a svůj styl přizpůsobila formálnějším požadavkům oficiálních portrétů pro španělský dvůr. Po královnině smrti jí Filip pomohl zařídit aristokratický sňatek. Přestěhovala se na Sicílii a později do Pisy a Janova, kde pokračovala v praxi jako přední portrétistka.
Její nejvýraznější a nejatraktivnější obrazy jsou její autoportréty a portréty její rodiny, které namalovala ještě předtím, než se přestěhovala na španělský dvůr. Na španělském dvoře malovala formální státní portréty. Později ve svém životě také malovala náboženská témata, ačkoli mnoho jejích náboženských obrazů bylo ztraceno. V roce 1625 zemřela ve věku 93 let v Palermu.
Její příklad, stejně jako její tvorba, měl trvalý vliv na další generace umělců a její velký úspěch otevřel cestu většímu počtu žen k seriózní kariéře umělkyň. Její obrazy lze vidět v galeriích v Bostonu (Muzeum Isabelly Stewartové Gardnerové), Milwaukee (Milwaukeeské umělecké muzeum), Bergamu, Brescii, Budapešti, Madridu (Museo del Prado), Neapoli a Sieně a v galerii Uffizi ve Florencii.
Její současník Giorgio Vasari napsal, že „ve svém kreslířském úsilí prokázala větší uplatnění a lepší ladnost než kterákoli jiná žena našeho věku; dokázala tak nejen kreslit, vybarvovat a malovat z přírody a skvěle kopírovat od ostatních, ale sama vytvořila vzácné a velmi krásné obrazy.“

## Doba studií
Sofonisba byla nejstarším dítětem šlechtice Amilcara Anguissola z Cremony. Otec poskytl svým šesti dcerám a synovi vzdělání – děti studovaly latinu, literaturu, dějiny, filozofii, matematiku, ale také hudbu, kreslení a malbu. V dobách, kdy bylo studium vyhrazeno výhradně mužům, se vzdělané sestry staly v širokém okolí senzací, a tak je navštívil i malíř a životopisec Giorgio Vasari, který se později ve svém díle Životy nejvýznamnějších architektů, malířů a sochařů Itálie zmiňuje i o Sofonisbě a jejím mimořádném malířském talentu. Sofonisba svůj talent dále rozvíjela pod vedením cremonských malířů Bernardina Campiho a Bernardina Gattiho. V letech 1547–1553 se věnovala portrétní malbě a později se snažila na svých obrazech zachytit výrazy lidské tváře, kterým se do té doby v malířství příliš pozornosti nevěnovalo – např. výraz nevinné radosti, zlomyslnosti, hravé zábavy a potlačovaného smíchu. Často malovala  svoje autoportréty - dochovalo se jich dvanáct. Zobrazila se na nich jako malířka, hráčka na hudební nástroje i jako literátka. Na obraze Autoportrét u malířského stojanu se ztvárnila při malování obrazu Panny Marie. 
Ve svých dílech odvrhla klasickou obřadnost a vážnost a často je nahradila hravostí s prvkem legrace. Mistrovským dílem tohoto období se stal obraz Hra v šachy (1555). V roce 1554 navštívila Sofonisba v Římě Michelangela, který ji povzbudil do další práce a v následujících letech si s ní dopisoval a uděloval jí rady, jak má dále zlepšovat svá díla. Od roku 1555 začal být její talent uznáván i v širším okruhu italské aristokracie a u Sofonisby si objednávaly obrazy i takové rody jako Este, Medici nebo Borghesové. Jednalo se většinou o portréty. Pracovala také pro katolickou církev a když přijímala zakázky od duchovních osob, podepisovala své obrazy Virgo (Panna).

## Pobyt na španělském královském dvoře
V roce 1559 byla Sofonisba pozvána na španělský královský dvůr Filipa II., kde pracovala až do roku 1578 jako dvorní malířka. Zastávala také funkci dvorní dámy dvou královen, Alžběty z Valois a Anny Habsburské. Alžbětu z Valois učila malbě a hudbě. Mezi královnou a její dvorní dámou se postupně vytvořil velmi přátelský vztah, který skončil až úmrtím královny v roce 1568. Sofonisba zůstala i nadále u dvora a stala se dvorní dámou nové královny Anny Rakouské. Ve svých zhruba 38 letech (neznáme přesné datum jejího narození)začala Sofonisba uvažovat o sňatku a jako králova schovanka se obrátila na Filipa II. s tím, aby jí vybral manžela. Tím se stal don Fabrizio de Moncada a Sofonisba obdržela od krále ke svatbě roku 1571 značné věno. Manželé žili dalších osm let u španělského dvora a poté v Palermu. Po smrti manžela, v roce 1579, se Sofonisba rozhodla vrátit do Itálie. Během plavby domů se blíže seznámila s kapitánem lodi Oraziem Lomellinem, za něhož se v roce 1580 v Janově provdala. S manželem žila dalších 45 let, pokračovala v malování a malbu vyučovala. V roce 1624 ji navštívil v Palermu mladý Anthonis van Dyck a své setkání s více než devadesátiletou vitální malířkou zachytil na kresbě a v psané zprávě.